# Charlotte Knights
Charlotte Knights är en professionell basebollklubb i Charlotte i North Carolina i USA. Klubben spelar i International League, en farmarliga på den högsta nivån (AAA) under Major League Baseball (MLB). Moderklubb är Chicago White Sox. Klubbens hemmaarena är BB&T Ballpark.

## Historia

### Southern League (1976–1992)
Klubben grundades 1976 under namnet Charlotte Orioles (ofta kallad Charlotte O's). Man spelade då i Southern League, en farmarliga på den näst högsta nivån (AA). Den första moderklubben var Baltimore Orioles, ett samarbete som varade till och med 1988.
Charlotte vann Southern League 1980, bland annat tack vare den framtida Hall of Fame-medlemmen Cal Ripken Jr, som hade 25 homeruns och 80 RBI:s (inslagna poäng). Samtidigt satte man nytt publikrekord för klubben med 198 528 åskådare. Klubben tog en ny ligatitel 1984, men året efter förstördes hemmaarenan Crockett Park i en anlagd brand och man tvingades spela i en tillfällig anläggning i flera år.
1987 fick klubben en ny ägare och han genomförde flera förändringar. 1988 döptes klubben om till Charlotte Knights efter en omröstning bland fansen och året efter bytte man moderklubb till Chicago Cubs. 1990 flyttade klubben in i sin nybyggda hemmaarena Knights Castle, som senare bytte namn till Knights Stadium. Arenan låg i förorten Fort Mill på andra sidan delstatsgränsen i South Carolina. Flytten till den nya arenan gick hem hos publiken; både 1991 och 1992 hade man flest åskådare av alla klubbar på AA-nivån med 313 791 respektive 338 047 åskådare.

### International League (1993–)

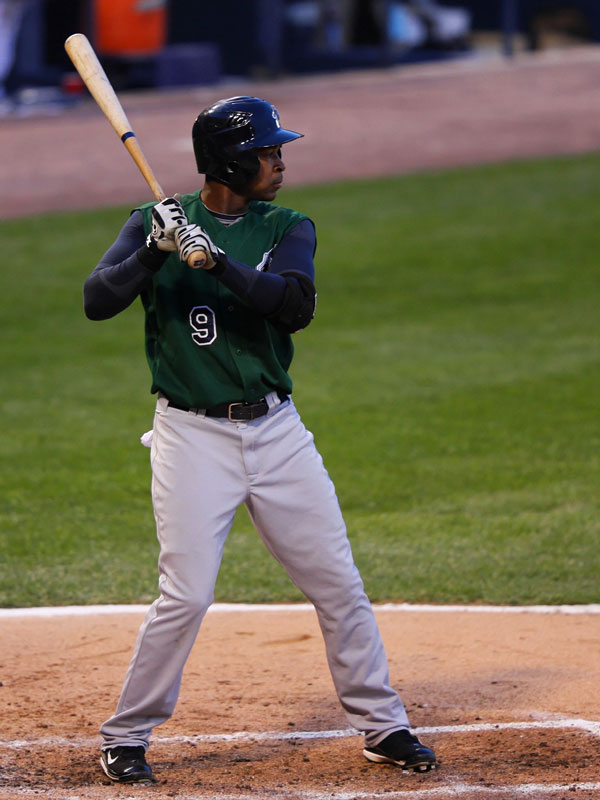
Travis Dawkins i Charlotte Knights dräkt 2009.

I december 1991 tilldelade Minor League Baseball Charlotte en klubb i International League, en farmarliga på den högsta nivån (AAA). Man började spela där 1993 och bytte samtidigt moderklubb till Cleveland Indians. Under debutsäsongen i den nya ligan vann man mästerskapet Governors' Cup och satte nytt klubbrekord med totalt 412 029 åskådare. Framtida stjärnor som Jim Thome (25 homeruns och 102 RBI:s) och Manny Ramírez bidrog till framgången.
1995 bytte Knights moderklubb till Florida Marlins, vilka mötte Indians i World Series 1997 som ett bevis på de många talanger som kommit upp till de båda klubbarna via Charlotte. Vintern 1997/98 köptes klubben av en ny ägare, som drömde om att få en MLB-klubb till området. Inför 1999 års säsong bytte man återigen moderklubb, nu till Chicago White Sox. Samma säsong vann Knights för andra gången International League. I och med detta kvalificerade man sig för Triple-A World Series, som spelades för andra gången och där mästaren i International League mötte mästaren i den andra ligan på AAA-nivån, Pacific Coast League. Där förlorade man dock mot Vancouver Canadians med 2–3 i matcher.
Inför 2014 års säsong flyttade klubben tillbaka till Charlotte från Fort Mill när den nya hemmaarenan BB&T Ballpark stod färdig.